# Girdziuny (gmina Bujwidze)
Girdziuny (lit. Girdžiūnai) − wieś na Litwie, w rejonie wileńskim, 1 km na południe od Bujwidzów, zamieszkana przez 3 ludzi. Przed II wojną światową w Polsce, w powiecie wileńsko-trockim województwa wileńskiego.